# Scalable Link Interface
Scalable Link Interface (SLI) é um método desenvolvido pela NVIDIA para unir duas (ou mais) placas de vídeo apresentando apenas uma única saída de vídeo. As placas de vídeo compartilham paralelamente o processamento de imagens, aumentando a velocidade de processamento ou a qualidade de imagem.
Uma implementação SLI requer além de duas placas compatíveis, uma placa-mãe com barramento PCI Express duplo, e drivers compatíveis. Além disso, para um desempenho otimizado é necessário um "perfil" de configuração para o jogo utilizado.
Além disso, podem-se utilizar duas placas de vídeo diferentes, sendo que uma delas fica dedicada ao processamento do PhysX, software que renderiza a física de jogos compatíveis, como Batman: Arkham Asylum.
Foi anunciado em 28 de junho de 2004 e lançado em 17 de novembro do mesmo ano.

## 3DFx SLI
O termo SLI foi cunhado originalmente pela empresa 3Dfx — posteriormente comprada pela NVIDIA — como sigla para Scan-Line Interleave, que em termos gerais consistia no mesmo conceito; a utilização de placas de vídeo em paralelo para o aumento de desempenho.

### Diferenças
Enquanto o modo SLI original dividia as linhas da tela (scan-lines) entre as placas — uma das placas renderizava as linhas horizontais pares, enquanto a outra placa renderizava as linhas ímpares — o modo SLI adotado pela NVIDIA (e sua concorrente ATI em sua tecnologia equivalente) separa o processamento por partes da tela (split frame rendering) ou em quadros alternados (alternate frame rendering).